# Бразильська конфедерація футболу
Бразильська конфедерація футболу (порт. Confederação Brasileira де Futebol або CBF) — бразильська громадська організація. Штаб-квартира розташована в Ріо-де-Жанейро. Займається організацією всіх 4-х рівнів національного чемпіонату, збірних країни, підтримкою, розвитком та популяризацією футболу в цілому.
Була створена 20 серпня 1914 під назвою «Спортивна федерація Бразилії» (порт. Confederação Brasileira de Desportos (CBD)), першим президентом організації був Альваро Саміт, і ця організація об'єднувала всі Олімпійські види спорту, в тому числі футбол.
CBF, як вона існує сьогодні, була заснована 24 вересня 1979 року.
Бразильська конфедерація футболу займається організацією проведення всіх 4-х рівнів національного чемпіонату серед чоловіків, Кубка Бразилії. Всі регіональні футбольні федерації окремих штатів також підпорядковуються CBF. Організація управляє національними чоловічими і жіночими збірними.
У 2007 році представники Бразильської конфедерації футболу оголосили про проведення чемпіонату Бразилії з футболу серед жінок під егідою організації.